# Fernando Cabedo Torrents
Fernando Cabedo Torrents (València, 1907-1988) va ser un gravador, autor de còmic i il·lustrador valencià. Va signar també com FCT.

## Biografia
El 1935 Fernando Cabedo va crear per a la revista "Niños" la sèrie Meñique el aventurero. Tal va ser el seu èxit que la revista va canviar el seu nom a "Meñique".
Durant la Guerra Civil, va exercir de cartellista.
Per por de les represàlies, va treballar durant la postguerra com a delineant per a l'Ajuntament de València.
A principis dels anys seixanta, va tornar breument al còmic per il·lustrar Fredy Barton el audaz i El Capitán Látigo.

## Obra
| Anys | Títol                   | Guionista          | Tipus  | Publicació    |
| ---- | ----------------------- | ------------------ | ------ | ------------- |
| 1935 | Meñique, el aventurero  |                    | Sèrie  | Niños/Meñique |
| 1960 | Freddy Barton, el Audaz | Pascual Enguídanos | Serial | Valenciana    |
| 1962 | Capitán Látigo          | Alfonso Arizmendi  | Serial | Valenciana    |